# Mary Violet Graeme
Mary Violet Graeme (* 1875 in Schottland; † 18. Januar 1951) war eine englische Badmintonspielerin.

## Karriere
Mary Violet Graeme gewann 1899 die Erstausgabe der prestigeträchtigen All England im Damendoppel mit Meriel Lucas. Ein Jahr später konnten sich beide diesen Titel erneut erkämpfen. 1901 reichte es dagegen nur noch zu Platz zwei.

## Erfolge
| Saison | Veranstaltung | Disziplin   | Platz | Name                              |
| ------ | ------------- | ----------- | ----- | --------------------------------- |
| 1899   | All England   | Damendoppel | 1     | Meriel Lucas / Mary Violet Graeme |
| 1900   | All England   | Damendoppel | 1     | Meriel Lucas / Mary Violet Graeme |
| 1901   | All England   | Damendoppel | 2     | Meriel Lucas / Mary Violet Graeme |